# إيفالد أرينتس
إيفالد أرينتس Ewald Arenz (ولد في نورنبرج في عام 1965) هو كاتب روائي ألماني.

## حياته
درس إيفالد أرنتس التاريخ واللغة الإنجليزية وآدابها في إرلانجن. وهو يقيم الآن مع أسرته في فورت في بافاريا. وقد حصل عن أعماله الأدبية على العديد من الجوائز الثقافية التشجيعية.
وتدور روايته «ساحر الشاي» Der Zauberer حول الحنين إلى الحب الكبير مع اتخاذ تاريخ الشاي كخلفية لهذه القصة. أما روايته الأخيرة «اكتشاف جوستاف ليشتنبرج» Die Erfindung des Gustav Lichtenberg فيعبر بها الكاتب عن حبه للقرن التاسع عشر وهو العصر الذهبي للاكتشافات والاختراعات العلمية.
ومنذ بداية عام 2007 بدأ إيفالد أرينتس في كتابة عامود أسبوعي في صحيفة «أخبار نورنبرج» Nürnberger Nachrichten ، وهذا العامود بعنوان «عالمي الصغير» Meine kleine Welt.

## من أعماله
- تجولات 1987 (13 قصيدة)
- ثعلب هورسباخ 1995 (قصص)
- دون فرناندو يرث أمريكا 1996 (رواية خيالية)
- ساحر الشاي 2002 (قصة)
- اكتشاف جوستاف ليشتنبرج 2004 (رواية)

## مواقع خارجية
- Homepage von Ewald Arenz
- ars vivendi Verlag (Werke von Ewald Arenz)